# Весела Діброва
Весела Діброва (рос. Веселая Дуброва) — колишня колонія у Курненській волості Новоград-Волинського повіту Волинської губернії та Яблунецькій, Мирненській і Грінтальській сільських радах Пулинського й Барашівського районів Волинської округи і Київської області.

## Населення
Наприкінці 19 століття в колонії проживало 159 мешканців, дворів — 26, у 1906 році — 132 мешканці, дворів — 23, у 1923 році — 214 мешканців, дворів — 23.

## Історія
Наприкінці 19 століття — колонія у Курненській волості Новоград-Волинського повіту, за 42 версти від Новограда-Волинського.
У 1906 році — колонія Курненської волості (3-го стану) Новоград-Волинського повіту Волинської губернії. Відстань до повітового центру, м. Новоград-Волинський, становила 42 версти, від волосного центру, с. Курне — 16 верст. Найближче поштово-телеграфне відділення розміщувалося на станції Рудня.
У 1923 році включена до складу новоствореної Яблунецької сільської ради, яка, 7 березня 1923 року, увійшла до складу новоутвореного Пулинського району Житомирської (згодом — Волинська) округи. Розміщувалася за 22 версти від районного центру, містечка Пулини, та 3 версти — від центру сільської ради, с. Зелена Діброва.
27 жовтня 1926 року колонію передано до складу новоствореної Мирненської сільської ради Пулинського району. 10 березня 1933 року, внаслідок об'єднання сільських рад, колонію підпорядковано Грінтальській сільській раді Пулинського району Київської області. 17 жовтня 1935 року, в складі сільської ради, увійшла до Барашівського району Київської області.
Знята з обліку населених пунктів до 1 жовтня 1941 року.